# 평창 오대산 중대 적멸보궁
평창 오대산 중대 적멸보궁(平昌 五臺山 中臺 寂滅寶宮)은 강원특별자치도 평창군 진부면 동산리, 오대산 중대에 있는 적멸보궁이다. 1971년 12월 16일 강원특별자치도의 유형문화재 제28호로 지정되었다가, 2018년 7월 4일 대한민국의 보물 제1995호로 승격되었다.

## 개요
오대산 월정사는 신라 선덕여왕 12년(643)에 자장율사가 지었다. 고려 충렬왕 33년(1307)에 불타 없어진 것을 다시 지었고, 이후에도 화재로 인해 여러 차례 다시 지었다.
적멸보궁은 석가모니의 진신사리를 모시는 전각으로, 불상을 따로 모시지 않고 불단만 있는 것이 특징이다. 월정사 적멸보궁은 신라 선덕여왕(재위 632∼647) 때 자장보살이 당나라에 가서 문수보살의 계시를 받고 돌아와 세웠다는 전설이 있는 곳으로 우리나라 5대 적멸보궁 중 하나이다. 5대 적멸보궁은 경상남도의 통도사, 오대산의 월정사, 설악산의 봉정암, 영월의 법흥사 그리고 정선의 정암사이다.
앞면 3칸·옆면 2칸 규모의 1층 건물이며, 지붕은 옆면이 여덟 팔(八)자 모양으로 화려한 팔작지붕이다. 앞면 가운데 칸에는 두 짝의 판자로 만든 문을 달았고, 양쪽 칸에는 아래에는 판자로 만든 벽을 대고 위에는 띠살창을 하고 있어 특이하다.

## 보물 지정사유
적멸보궁은 오대산의 중심인 비로봉과 주변 봉우리가 둘러싸고 있는 분지 가운데 중대의 해발고도 1,189m에 남동향으로 자리하고 있다. 「오대산사적」에는 중대 진여원, 동대 관음암, 남대 지장암, 북대 나한암, 서대 미타암이 건립된 것으로 기록되어 있으나 현재는 중대 사자암 및 상원사, 동대 관음암, 남대 지장암, 북대 미륵암, 서대 염불암이 위치해 있다.
오대산은 「삼국유사」와 「오대산사적」등의 문헌기록에 의하면 신라 승려 자장(慈藏)과 연관된 문수보살 및 오대산 신앙의 중심지로 확인되며, 신라 이후 현재까지 법통이 이어져 오고 있는 불교의 성지이다.
적멸보궁의 뒤 편 봉긋한 부분이 부처님의 진신사리가 봉안된 곳이라고 전해지고 있으며, 석비가 세워져 있다.
- 적멸보궁이 오대산 중대에 위치하고 있고 오대산 신앙의 중심인 점을 고려하여 지정 명칭을 ‘평창 오대산 중대 적멸보궁’으로 하였다.

오대산 중대 적멸보궁은 유례를 찾아 볼 수 없는 독특한 구조인 내·외부 이중구조의 불전 건축물이다. 내부 건물과 외부 건물이 이루고 있는 기둥열은 독립된 구조체로 서까래만을 공유하여 구축된 독특한 방식의 건축구조를 가지고 있다. 이러한 특성은 내부 건물과 외부 건물이 시대를 달리하여 내부 공간을 확장 또는 보호하기 위해 세워진 것으로 추정된다.
내부와 외부 건물 모두 동일하게 정면 3칸, 측면 2칸으로 외부는 익공식, 내부는 다포식 건축양식이다. 외부 건물은 조선 후기(19세기)의 보편적인 이익공양식 구조를 보이지만, 내부 건물은 기둥의 편수깍기, 창방뺄목의 형태, 살미와 첨차의 공안, 모각소로의 표현, 앙서 상면의 곡선처리 등 부재의 치목수법과 구성형식이 조선 초·중기의 건축물인 심원사 보광전(북한 소재, 1374년), 봉정사 대웅전(국보 제311호, 1435년 중창), 숭례문(국보 제1호, 1448년 중수) 등과 유사한 고식기법을 가지고 있어 건축·양식사적으로 매우 중요한 의미를 가진다.
이처럼 평창 오대산 중대 적멸보궁은 국내에서 유례를 찾아 볼 수 없는 내·외부 이중구조 형태를 가지고 있으며, 특히 내부 건축물은 구조, 장식 측면에서 조선 전기의 다포식 목조건축 양식을 잘 유지하고 있어 국가지정문화재(보물)로 지정할 만한 건축적, 예술적, 학술적 가치가 충분하다.

## 참고 자료
- 평창 오대산 중대 적멸보궁 - 국가유산청 국가유산포털